# クローシュカ・カルトーシュカ
クローシュカ・カルトーシュカ（ロシア語: Крошка-картошка）は、ロシア連邦の首都モスクワに本部を置く、人気ファーストフード店である。ロシア国内に300店舗以上を構え、ウクライナの首都キエフにも展開している。カルトーシュカはロシア語でジャガイモを意味する。
オーブンで焼いた大きなジャガイモを半分に割り、表面にバターを塗って、その上にキノコやサーモン、ピクルス等、客が選んだ具をトッピングして提供する。

## 歴史
1998年、Andrey KononchukとVitaliy Naumenkoがモスクワでジャガイモを使用したファーストフードを移動販売車で売り始めたのが始まり。店名は『クローシュカ・カルトーシュカ』。十分に焼いたジャガイモにサラダなどの生鮮品やバター等をトッピングしたものをアルミホイルで包んで客に販売していた。2003年より『クローシュカ・カルトーシュカ』はショッピング・モールなどの商業施設に定位置の店舗として売店を構えるようになった。

## 事業概要
同ファーストフード会社は創業以来、店舗を拡大している。モスクワ以外にも、サンクトペテルブルクやエカテリンブルク、チュメニ、ウクライナの首都キエフなどにも進出、2012年にはニジニ・ノブゴロドに新店を構えるなど、勢力範囲を着実に広げている。
同社の主力商品はジャガイモをベースにしているため、起業家らは質の良いジャガイモの安定供給や、それらをおいしく焼き上げる機械の選択などに腐心した。しかし、トッピングを製造する工場の新設やジャガイモを貯蔵する倉庫の賃借、そして生産農家との直接購買契約によって、地盤の固い供給サイクルを実現した。この独自の経営戦略により、ロシア国内の模倣店の追随をかわしている。